# Arão Macedo
Arão Arlindo Macedo Nunes (Belém, 22 de dezembro de 1967) é um pugilista brasileiro.

## Trajetória esportiva
De família humilde, surgiu no cenário pugilístico amador em meados de década de 1980, defendendo o clube Estrela do Norte. Inicialmente foi sparring de pugilistas locais, entre eles o lendário Dalgísio Ribeiro, primeiro paraense a se tornar campeão nacional na categoria galo.
Em sua jornada amadora, Arão por diversas vezes integrou o selecionado paraense em disputas no Norte-Nordeste,torneios paulistas e lutas internacionais na Europa.
Sua primeira luta como profissional foi em 15 de fevereiro de 1990, onde ganhou do paulista Rogério Macário por nocaute nooitavo round. Seguiram-se lutas preparatórias contra boxeadores como Alberto Santos, José Leite e contra o argentino Guillermo Enrique Navarro.
Na noite de 31 de janeiro de 1991 conquistou o campeonato brasileiro da categoria super galo, então vaga, batendo o paulista Almir Oliveira por nocaute técnico no quinto round. Foi o ressurgimento do boxe paraense, momentaneamente estagnado com a prematura morte de Dalgísio Ribeiro.
Em 6 de junho 1991, sob a orientação técnica de Ulisses Pereira, Arão conquista o título de campeão sul-americano de sua categoria ao vencer,  em decisão questionável, o argentino Sérgio Rafael Liendo, em luta realizada no Ginásio da Faculdade de Educação Física em Belém do Pará. Quatro meses mais tarde, em revanche no mesmo local, o brasileiro perdeu por pontos este título. Novamente a decisão do match foi encarada como equivocada, pois Arão lutou com muito mas propriedade.